# راتشيل ماكفارلين
راتشيل ماكفارلين (بالإنجليزية: Rachael MacFarlane)‏ هي مغنية وكاتِبة وعازفة جاز وممثلة أمريكية، ولدت في 21 مارس 1976 في كينت في الولايات المتحدة.

## أعمال

### أفلام
- تيد 2[8][9][10]
- ستيوي غريفن: القصة غير مروية
- سوبرمان/باتمان: أعداء الجميع

### مسلسلات
- أميريكان داد!

## وصلات خارجية
- راتشيل ماكفارلين على موقع IMDb (الإنجليزية)
- راتشيل ماكفارلين على موقع روتن توميتوز (الإنجليزية)
- راتشيل ماكفارلين على موقع ألو سيني (الفرنسية)
- راتشيل ماكفارلين على موقع ميوزك برينز (الإنجليزية)
- راتشيل ماكفارلين على موقع أول موفي (الإنجليزية)
- راتشيل ماكفارلين على موقع إن إن دي بي (الإنجليزية)
- راتشيل ماكفارلين على موقع ديسكوغز (الإنجليزية)
- راتشيل ماكفارلين على موقع قاعدة بيانات الفيلم (الإنجليزية)
- راتشيل ماكفارلين على موقع كينوبويسك (الروسية)